# Luigi Luzzatti
Luigi Luzzatti, född 11 mars 1841 i Venedig, död 29 mars 1927 i Rom, var en italiensk nationalekonom och politiker av judisk härkomst.
Luzzatti tvingades som helt ung man av politiska skäl emigrera från det då ännu österrikiska Venetien och blev 1863 lärare vid en teknisk läroanstalt i Milano och 1867 professor i statsrätt vid universitetet i Padua.
Luzzatti var en kortare tid 1869 generalsekreterare (under Marco Minghetti) i handels- och jordbruksministeriet samt valdes 1870 till deputerad. Valet upphävdes, enär Luzzatti ej uppnått stadgad valbarhetsålder, och först efter tredje valet kunde han 1871 inta sin plats i deputeradekammaren. Han anslöt sig där till högern, hade 1878 verksam del i tillkomsten av Italiens nya tulltaxa och var en av dess ledande underhandlare vid avslutandet av en rad handelstraktater med olika länder.
Luzzatti var februari 1891 till maj 1892 skattkammarminister i Antonio di Rudinìs första kabinett samt innehade samma portfölj i Rudinìs andra ministär (juli 1896 till juni 1898), i Giovanni Giolittis andra ministär (november 1903 till mars 1905) och i Sidney Sonninos första ministär (februari till maj 1906). En fördelaktig konvertering av den italienska statsskulden 1906 var hans främsta ministerbedrift. Luzzatti var december 1909 till mars 1910 jordbruksminister i Sonninos andra ministär samt blev därefter konseljpresident och utrikesminister, men måste avgå i mars 1911 till följd av meningsskiljaktighet med de radikala medlemmarna av ministären. Han var ivrig anhängare av Italiens deltagande i första världskriget och togs ej sällan till råds av regeringen i finansfrågor. Han var mars till maj 1920 skattkammarminister i Francesco Nittis rekonstruerade ministär och blev 1921 senator.
Från Padua hade Luzzatti 1894 kallats till en lärostol i Perugia och erhöll 1898 en dylik i Rom. Tidigt och starkt påverkad av Hermann Schulze-Delitzsch, har Luzzatti i en mängd skrifter och tidskriftsartiklar populariserat dennes nationalekonomiska idéer i Italien, och han ivrade redan på 1860-talet för upprättande av kooperativa företag och folkbanker. År 1869 blev Luzzatti ledamot av Institut de France.